# Фавстиан
Фавстиан — святой мученик, один из семи разбойников на о-ве Керкире (Корфу), обращённых ко Христу апостолами из числа семидесяти Иасоном и Сосипатром. Правитель острова, узнав об этом, велел уверовавших бросить в котёл с растопленной смолой, серой и воском. Память Фавстиана совершается 28 апреля (11 мая).